# Lasioglossum euboeense
Lasioglossum euboeense là một loài Hymenoptera trong họ Halictidae. Loài này được Strand mô tả khoa học năm 1909.